# Годеперт
Годеперт (Godepert; † 662, Павия) е от 661 до следващата година един от двамата равни крале на лангобардите. Други начини на писане на името му са: Гундиперт (Gundipert), Годеберт (Godebert), Годиперт (Godipert), Годперт (Godpert), Готеберт (Gotebert), Готберт (Gotbert), Готперт (Gotpert), Госберт (Gosbert) и Готберт (Gottbert).
Годеперт, който е от баварската династия Агилолфинги, царува над Павия. Той е арианин.

## Живот
Годеперт е по-възрастният син на крал Ариперт I, който оставя без избор двамата си сина, Годеперт в Павия, а брат му католика Перктарит в Милано, като негови равностойни наследници. Това води до несъгласие между лангобардските аристократи и неразбирателство между синовете му, още младежи.
Годеперт иска да спечели помощта на Гримоалд, херцога на Беневенто, като му дава сестра си Теодората за жена. Гримоалд използва това за себе си, марширува с войската си в Северна Италия. По време на сватбените приготовления през 662 г. Гримоалд убива Годеперт. Перктарит бяга при прабългарите, след това при аварите и се оставя да го изберат за крал.

## Деца
Годеперт се смята за баща на Рагинперт († 701), херцог на Торино и по-късен лангобардски крал.